# Lycorina marvini
Lycorina marvini là một loài tò vò trong họ Ichneumonidae.